# Копе, Жан-Франсуа

Жан-Франсуа Копе

Жан-Франсуа Копе (фр. Jean-François Copé; род. 5 мая 1964, Булонь-Бийанкур) — французский политик.

## Биография
Родился в еврейской семье.
В 1989 году окончил Национальную школу администрации и работал в финансовом секторе. С 1993 года принимал активное участие в деятельности партии «Объединение в поддержку республики».
Мэр Мо (19 июня 1995 — 20 июня 2002, с 1 декабря 2005).
Член Национальной ассамблеи (с 26 июня 2002).
Министр бюджета (31 мая 2005 — 18 мая 2007).
Генеральный секретарь Союза за народное движение (17 ноября 2010 — 19 ноября 2012).
19 ноября 2012 он был избран президентом Союза за народное движение с 50,03 % голосов её членов, победив Франсуа Фийона.